# Paroisse de Westmoreland
Pour les articles homonymes, voir Westmoreland.
Ne doit pas être confondu avec Paroisse de Westmorland.
Westmoreland est une paroisse du comté de Cornwall, dans l'ouest de la Jamaïque. Son chef-lieu est Savanna-la-Mar.

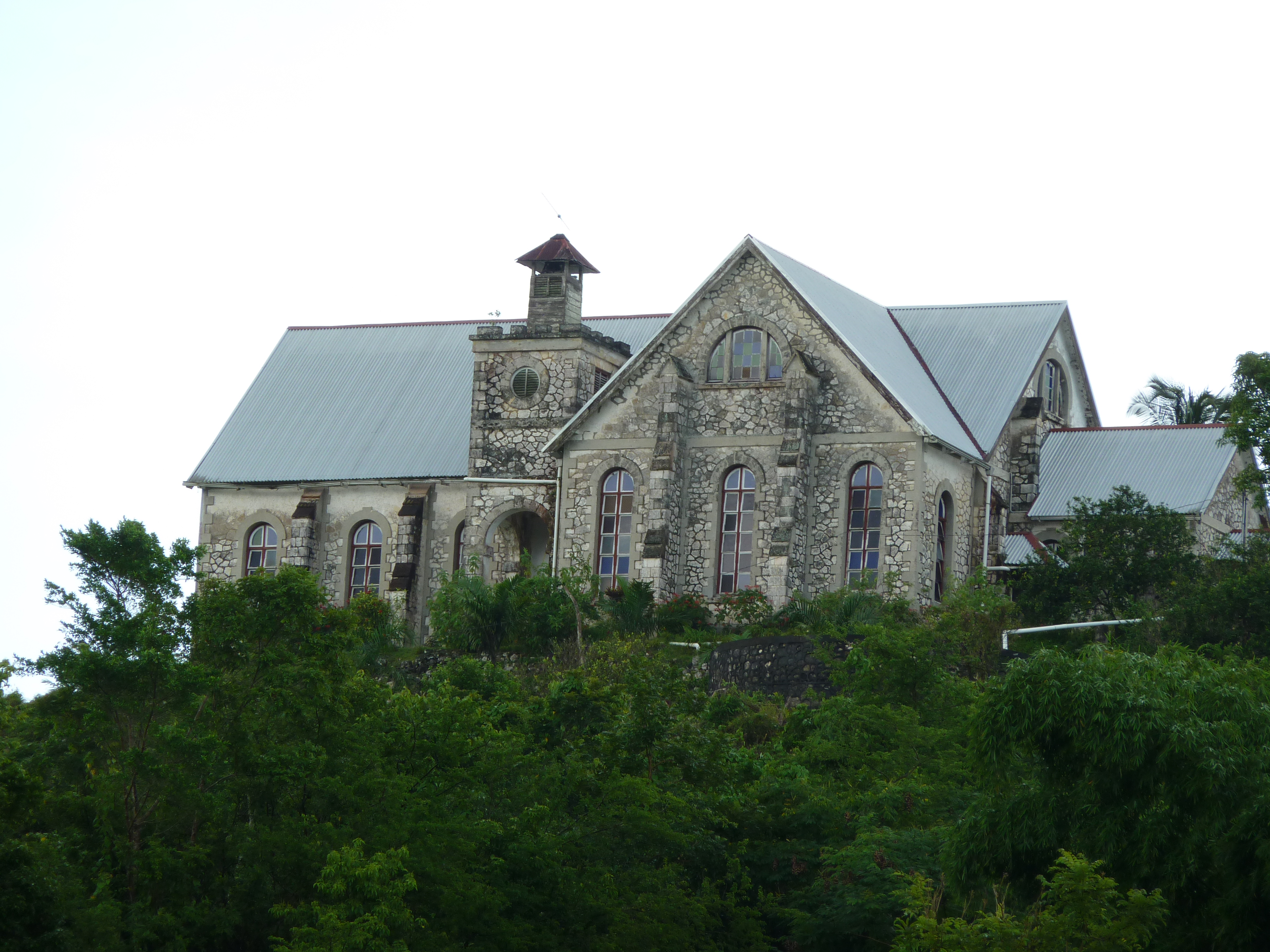
Église morave du Carmel

## Géographie
Westmoreland, comme son nom l'indique (littéralement pays le plus à l'Ouest) est la paroisse jamaïcaine la plus à l'ouest. Sa superficie est de 785,2 km2. Elle est située au sud de la paroisse de Hanover et est délimitée à l'Est par les paroisses de Saint James (au Nord) et de Saint Elizabeth (au Sud). Son chef-lieu est Savanna-la-Mar ; les localités les plus peuplées, après Savanna-la-Mar, sont Grange Hill, Negril, White House et Bethel Town. Negril, l'un des centres touristiques les plus connus de la Jamaïque, constitue l'extrémité Ouest de la paroisse et de l'île.

### Cours d'eau
La paroisse est parcourue par de nombreux cours d'eau, dont la Cabarita, la Roaring River, la Great River, la Negril et la New Savannah. Près d'un quart de la paroisse est formée de plaines alluviales fertiles adaptées à la culture de la canne à sucre. L'agriculture y est bien développée, grâce à un sol fertile et à des pluies régulières. Des collines de faible hauteur recouvrent le reste de la paroisse.

### Marais
Des marais recouvraient à l'origine 4 400 ha de la paroisse, fournissant lors de la saison sèche des pâturages pour le bétail. Dans un passé récent, les alentours de Negril furent asséchés afin de permettre le développement de la zone et son essor touristique. Le Grand Marais de Negril (Negril Great Morass) couvre une superficie de 2 289 ha sur les paroisses de Westmoreland et de Hanover, ce qui représente environ un cinquième des marais du pays. Il n'est séparé de la mer que par une étroite bande de sable formant la plage de Negril à Long Bay et Bloody Bay et est parcouru de voies navigables.

#### Flore
On retrouve dans ces zones humides des marais à végétation herbacée (surtout Cladium mariscus subsp. jamaicense, retrouvée sur environ 80 % du marais), des mangroves (palétuviers rouges, surtout à Orange Bay dans la paroisse de Hanover, et palétuviers blancs), des forêts marécageuses et des forêts de basse altitude.

#### Royal Palm Reserve
La "Royal Palm Reserve" fut créée dans le milieu des années 1980 pour protéger le palmier Roystonea princeps, endémique de la région. Ce palmier n'existe en effet que dans l'ouest de la Jamaïque, dans les Grands Marais de Negril et de la Black River (paroisse de Saint Elizabeth). Sa création faisait partie intégrante du projet d'exploitation par la Petroleum Corporation of Jamaica (PCJ) de la tourbe du Grand Marais de Negril. Une route d'accès fut construite depuis Sheffield, ainsi qu'une passerelle en bois à travers la forêt marécageuse, un lac et des bâtiments (administration, centre d'accueil, restaurant et musée). Malgré tout, l'infrastructure ne fut jamais ouverte au public en raison d'un changement de mandat de la PCJ. Un appel d'offres fut lancé en 1994 et la réserve fut acquise par une compagnie privée qui, après deux ans de gestion infructueuse, la confia dès 2001 au Negril area Environmental Protection Trust (NEPT).

#### Faune
Le Grand marais abrite de nombreuses espèces animales : le crocodile américain, la tortue trachemys terrapen, des lézards et des grenouiles endémiques, le bernard l'hermite coenobita clypeatus, au moins 74 espèces d'oiseaux (dont le dendrocygne des Antilles, la marouette à sourcils blancs, le courlan brun, le pigeon à couronne blanche et le vacher luisant) et des poissons comme la blanche gros yaya (diapterus rhombeus), l'aiguillette timucu (strongylura timucu), le vivaneau sarde grise (lutjanus griseus) et la gambusie (gambusia affinis),.

## Agriculture et industrie
Le sucre est le secteur d'activité principal de la paroisse de Westmoreland. La production est concentrée à Frome, qui possède une importante usine sucrière. Outre le sucre et son produit dérivé principal, le rhum, les activités économiques de Westmoreland comprennent l'élevage du bétail, la culture du riz (surtout dans le district de Paul Island), des bananes, du gingembre, du piment de la Jamaïque, du café et du campêche et la production de miel. Le tourisme a sa place dans l'économie de la paroisse, notamment à Negril, un des principaux centres touristiques du pays.

## Politique
Depuis 2016, le maire de la paroisse est Bertel Moore. Le siège du conseil municipal se trouve à Savanna-la-Mar.

## Démographie
La paroisse comptait, en 2012, 144 817 habitants. Parmi les ethnies présentes, on retrouve de nombreux descendants des engagés qui vinrent d'Inde après l'abolition de l'esclavage.

## Histoire

### Préhistoire
Les premiers habitants de Westmoreland, comme du reste de l'île, furent les Ostinoïdes et les Meillacans qui colonisèrent la Jamaïque respectivement vers 650 et 800. Un site ostinoïde fut découvert à Paradise Park, à l'est de Savanna-la-Mar,. Puis vinrent les Indiens Taïnos et Ciboneys. De nombreux sites taïnos furent identifiés sur le territoire de la paroisse, notamment à Negril et à Bluefields,,.

### Domination espagnole
À la suite du deuxième voyage de Christophe Colomb, les Espagnols s'installèrent sur l'île. Une des premières colonies s'établit dans l'actuelle Westmoreland, à Bluefields.

### Domination britannique
Les Britanniques prirent la Jamaïque aux Espagnols en 1655 et divisèrent l'île en 15 paroisses en 1677. Westmoreland fut officiellement créée en 1703 à la suite de la partition de la paroisse de Saint Elizabeth. Westmoreland fut à son tour divisée en 1723 et la partie la plus septentrionale devint la nouvelle paroisse de Hanover. Sous la domination britannique, l'industrie du sucre connut un nouvel élan et Westmoreland devint un des principaux producteurs de sucre du pays. En 1722, la paroisse comptait 73 exploitations, dont celles de Fort William estate et Roaring River estate. Après l'émancipation des esclaves dans les colonies britanniques en 1833, la production de sucre chuta en Jamaïque et en 1854 les exploitations de Westmoreland n'étaient plus que trente-quatre.
La fin des années 1830 et les années 1840 virent l'arrivée de divers groupes ethniques comme les Allemands, les Indiens et les Chinois, amenés pour suppléer le manque de main-d'œuvre ayant résulté de l'abolition de l'esclavage par les Britanniques en 1833. En 1839, les Allemands arrivèrent dans la paroisse de Westmoreland et s'installèrent comme agriculteurs à Seaford Town. La plupart des Indiens étaient des engagés et travaillèrent dans la riziculture.

### Savanna-la-Mar
Savanna-la-mar fut fondée vers 1730 et remplaça Quenn's Town (actuel Cross Path) comme chef-lieu de la paroisse. Signifiant Plaine au bord de la mer, la ville fut bâtie entre des marais à mangroves. Elle fut quasiment détruite par un ouragan en 1748. Le 3 octobre 1780, un nouvel ouragan, associé à une onde de tempête qui submerge le littoral sur un demi-mille, détruit la ville, tuant plusieurs centaines de personnes. Au vu de son importance dans le commerce du sucre, des esclaves et d'autres marchandises, le port est reconstruit. En novembre 1912, un ouragan toucha l'île et détruit Savanna-la-Mar. Seules l'école de Manning, la résidence de l'enseignant et l'édifice de la Banque Scotia furent épargnées.

### Religion
Les Frères moraves furent le premier groupe religieux à s'installer dans la paroisse de Westmoreland. Certains avaient émigré en Jamaïque en 1754, invités par les frères William et Joseph Foster, qui possédaient des plantations dans la paroisse de Saint Elizabeth et désiraient apporter à leurs esclaves une instruction religieuse. Les Frères moraves établirent plusieurs missions dans la paroisse de Westmoreland à partir de 1760.
Les Presbytériens établirent leur première congrégation dans la paroisse de Westmoreland en 1837 à Grange Hill. Comme les Frères moraves, ils prônaient l'éducation et assurèrent l'enseignement des Noirs, fraîchement libérés de l'esclavage.
L'Eglise catholique (romaine) entra dans la paroisse de Westmoreland dans le dernier quart du XIXe siècle,.

### Époque contemporaine
Le XIXe siècle vit la diversification de l'agriculture. La paroisse commença à cultiver autre chose que la canne à sucre : gingembre, piment de la Jamaïque, café, riz et campêche. La pêche fut pratiquée depuis les ports de Negril, Little Bay, Bluefields et Whitehouse.
L'histoire de la Jamaïque fut marquée en 1938 par les émeutes de travailleurs du sucre et des ports. La sucrerie de Frome fut touchée par la révolte des travailleurs contre les mauvaises conditions de travail. La fabrique fut incendiée et plusieurs morts furent à déplorer. Bien que réprimée, la révolte entraîna des changements significatifs, telle que l'émergence du syndicalisme et du pluralisme politique en Jamaïque.